# Wadi Wedy Allah Aldker
 (signalé en juin 2025).
Si vous disposez d'ouvrages ou d'articles de référence ou si vous connaissez des sites web de qualité traitant du thème abordé ici, merci de compléter l'article en donnant les références utiles à sa vérifiabilité et en les liant à la section « Notes et références ».
- Archive Wikiwix
- Bing
- Cairn
- DuckDuckGo
- E. Universalis
- Gallica
- Google
- G. Books
- G. News
- G. Scholar
- Persée
- Qwant
- (zh) Baidu
- (ru) Yandex
- (wd) trouver des œuvres sur Wikidata

 (mai 2023).
Wadi Wedy Allah Aldker est un oued, une vallée, située au Soudan, dans la partie centrale du pays, à 50 km au sud-ouest de Khartoum, la capitale. Wadi Wedy Allah Aldker fait partie du bassin versant du Nil.